# Elophos lutea
Elophos lutea là một loài bướm đêm trong họ Geometridae.